# Cộng hòa Trung Phi tại Thế vận hội
Cộng hòa Trung Phi đã liên tục gửi các vận động viên tới các kỳ Thế vận hội Mùa hè được tổ chức trong khoảng thời gian từ 1984 đến nay, cũng như ở lần tham dự đầu tiên vào năm 1968. Quốc gia này chưa từng giành được huy chương, và cũng chưa từng tham gia Thế vận hội Mùa đông.